# تی‌ای‌سی
تی‌ای‌سی (انگلیسی: Tecnologia Automotiva Catarinense) شرکت خودروسازی برزیلی است، که در سال ۲۰۰۴ توسط نیمار براگا تأسیس شد.